# Schweineleberesterase
Schweineleberesterase (engl. pig liver esterase, PLE) ist ein aus der Leber von Schweinen gewonnenes Enzym.

## Beschreibung
Schweineleberesterase wird durch Extraktion mit organischen Lösungsmitteln aus Schweinelebern gewonnen. Es ist ein leicht bräunliches Pulver, das sich gut in Wasser lösen lässt.
Das Enzym existiert in drei Isoformen: Die α-Untereinheit hat eine molare Masse von 58,2 kDa, die β-Untereinheit weist 59,7 kDa und die γ-Untereinheit 61,4 kDa auf. Die Schweineleberesterase selbst besteht aus drei Untereinheiten aller drei Isoenzyme. Die Hauptkomponenten des Naturproduktes sind ααα, ααγ, αγγ und γγγ. Die verschiedenen Varianten weisen auch eine unterschiedliche Substratspezifität auf.
Die α-Untereinheit hat im Vergleich zur γ-Untereinheit einen geringeren Anteil an Asparaginsäure und dafür einen höheren an Arginin. Seit 2001 gibt es neben dem Schweineleberextrakt auch eine rekombinant hergestellte Schweineleberesterase.

## Verwendung
Die Schweineleberesterase ist die am häufigsten und vielseitigsten in der synthetischen Chemie verwendete Esterase. Eine Reihe von Reaktionen
können mit Hilfe von Schweineleberesterase stereoselektiv durchgeführt werden.
Das Enzym kann dabei auch an einem polymeren Träger, wie beispielsweise Polyacrylamid-Gele (Eupergit®), immobilisiert werden. Die Aktivität des Enzymes wird dadurch geringfügig beeinträchtigt und erreicht etwa 68 % des Wertes der nicht immobilisierten Schweineleberesterase.

## Inhibitoren
Trifluormethylketone, wie beispielsweise 1,1,1-Trifluor-4-phenylbutan-2-on, sind in der Lage das Enzym zu inhibieren.